# Putas asesinas
Putas asesinas es el segundo libro de cuentos del escritor chileno Roberto Bolaño (1953-2003), publicado por primera vez en septiembre de 2001 por la Editorial Anagrama en las colecciones Narrativas hispánicas, y posteriormente en septiembre de 2005 en la colección Compactos de la misma editorial, ubicada en la ciudad de Barcelona, España.
Posteriormente fue lanzado por la misma editorial junto con sus libros de cuentos Llamadas telefónicas y El gaucho insufrible en un único libro llamado Cuentos.

## Estructura
| «La demanda acabará en risas y tú te irás libre de cargos» —Horacio. Epígrafe del libro. |

El libro, dedicado a sus hijos Alexandra y Lautaro, así como a sus amigos Alexandra Edwards (directora de la revista chilena Paula) y Marcial Cortés-Monroy, está conformado por trece cuentos, el séptimo de los cuales aporta el título del libro. Adicionalmente, algunos de los cuentos están dedicados especialmente a amigos del autor.

## Argumentos
Al igual que otros libros de Bolaño, tales como su libro de cuentos anterior Llamadas telefónicas, muchas de las historias de Putas asesinas están narradas por alguien que podría ser su alter ego, el chileno Arturo Belano. Los cuentos del libro son los siguientes:
- El Ojo Silva

El narrador se reencuentra en Berlín con el Ojo Silva, un viejo amigo chileno exiliado que conoció en México, D. F., homosexual y fotógrafo de profesión. Este le cuenta una sórdida historia en la que se vio envuelto cuando fue a hacer un reportaje a India, donde conoció un prostíbulo en que la pedofilia se justificaba mediante argumentos religiosos. Cuento dedicado a Rodrigo Pinto, y María y Andrés Braithwaite.
- Gómez Palacio

El narrador va a la ciudad mexicana de Gómez Palacio, en Durango, a realizar un taller literario. La ciudad, descrita como un pueblo miserable en medio del desierto, lo deprime. Los paseos en vehículo con la directora del Bellas Artes son lo único capaz de mermar levemente el tedio de su visita.
- Últimos atardeceres en la tierra

Un veinteañero Arturo Belano y su padre dejan por unos días en 1975 el D. F. para irse de vacaciones a Acapulco. Pese a estar juntos, su relación es distante: mientras el primero lee sobre el poeta surrealista Gui Rosey y oscuros pensamientos y recuerdos pesan sobre él, su padre busca pasarlo bien en compañía de desconocidos y prostitutas.
- Días de 1978

En 1978, Belano acaba de llegar desde México a Barcelona. En una fiesta de compatriotas residentes, un chileno lo encara. Luego esporádicamente irá recibiendo noticias sobre él y su novia, por quien Belano comienza a sentir un interés en aumento. Así se enterará de que el chileno estuvo internado en el Centro de Salud Mental de San Baudilio de Llobregat. Se verán por última vez en casa de unos amigos, en cuya ocasión Belano le recomendará una película situada en la Rusia medieval.
- Vagabundo en Francia y Bélgica

Un Belano adulto va de vacaciones a París, donde compra una revista de literatura francesa, una monografía dedicada a grafismos en donde participa un ficticio Henri Lefebvre, desconocido escritor belga de Masnuy-Saint-Jean, Provincia de Henao, fallecido en 1973, el mismo año del Golpe de Estado en Chile. Así prosigue su viaje a Bruselas, donde se reúne con la hija de un antiguo conocido chileno militante de izquierdas, para luego dirigirse al pueblo de Lefebvre, tan desconocido como su obra. Durante su viaje, Belano lee, come y se acuesta con prostitutas.
- Prefiguración de Lalo Cura

Lalo Cura, hijo de un sacerdote y una actriz porno colombiana, recuerda las películas en que actuaban su madre y su tía, dirigidas por el alemán Helmut Bittrich. Uno de los actores, apodado el Pajarito Gómez, mantiene hasta el día de hoy una especial importancia para él. Este es un personaje recurrente de Bolaño, que aparece con otra historia en 2666, y también con otros nombres, como Pancho Monje en Los sinsabores del verdadero policía o Pancho Monge en Llamadas telefónicas. El cuento consta de un único párrafo.
- Putas asesinas

Un nacionalista español aparece junto a sus compañeros de hinchada por televisión, animando a su selección, donde es visto por una mujer que lo va a buscar al estadio y lo seduce para llevarlo a su casa, follar y posteriormente secuestrarlo. Cuento dedicado a Teresa Ariño.
- El retorno

Un hombre muere en París de un paro cardíaco en una discoteca. Su alma o su fantasma, que se desprende del cadáver quedándose en el plano terrenal, sigue a su cuerpo que es conducido por terceros a la morgue y luego a casa de Jean-Claude Villeneuve, un famoso modisto de Francia, quien además es necrófilo.
- Buba

Acevedo, un futbolista chileno que tiene como superstición acostarse con putas para acabar con las lesiones y hacer buenos partidos, se va a jugar al Fútbol Club Barcelona, donde conoce a sus compañeros Herrera y Buba, español y africano, respectivamente. Este último les ofrece utilizar magia negra para poder ascender en la tabla de posiciones. Cuento dedicado a Juan Villoro.
- Dentista

El narrador viaja en 1986 desde México, D. F. hasta Irapuato para visitar a un amigo odontólogo. Ambos están pasando por un mal momento: el primero terminó con su novia, y en la consulta del segundo murió una anciana de escasos recursos que fue mal tratada. En adelante la historia girará más en torno a la vida del dentista, a su mala experiencia con uno de sus pintores favoritos, y al personaje de José Ramírez, un humilde adolescente que resulta ser para ambos un notable cuentista.
- Fotos

Un Belano adulto se encuentra en una aldea misérrima de Liberia, acompañado solo por la gruesa antología de poetas de lengua francesa La poésie contemporaine de langue française depuis 1945. En ella Belano lee sobre diversos autores y mira sus fotografías, deteniéndose en algunas tales como la de Nadia Tuéni, a quien encuentra hermosa. Esta historia profundiza un pasaje de Los detectives salvajes. La estructura de este cuento es la misma que aquella en las novelas Amuleto y Nocturno de Chile, es decir, una narrativa en primera persona en un único párrafo.
- Carnet de baile

En 69 versículos métricos, Bolaño divaga acerca de Pablo Neruda y su obra, haciendo referencia a otros autores y recordando pasajes de su propia vida tales como su detención para el Golpe de Estado en Chile de 1973 o su encuentro en México con Alejandro Jodorowsky. El cuento consta de un único párrafo.
- Encuentro con Enrique Lihn

Bolaño describe un sueño de 1999 en que se encuentra con el fantasma de Enrique Lihn, fallecido en 1988 y con quien tuvo en vida una breve relación de amistad por correspondencia en 1981 o 1982. Cuento dedicado a Celina Manzoni. El cuento consta de un único párrafo.

## Recepción y crítica
Para el crítico español y amigo de Bolaño, Ignacio Echevarría, en este libro, salvo quizás por los cuentos «Putas asesinas» y «El retorno», se despliega una «épica de la tristeza», también presente en las obras precedentes del autor.
El ensayista, periodista y traductor húngaro Mihály Dés, por su parte, destaca acerca de esta obra dos cualidades que para él son características de Bolaño, y que se suman a las esperables en todo buen escritor: la primera se refiere a su «capacidad de crear poderosas voces narrativas que se hacen con la trama y se convierten en el núcleo de la historia»; la segunda, que el autor otorga a sus narraciones «una suerte de abismo temporal a través del cual todo se ve como irrecuperablemente perdido».
El escritor Jorge Volpi, pese a destacar el legado literario de Bolaño, calificó póstumamente esta obra, junto a El gaucho insufrible, como libros «irregulares» del autor.

## Análisis de la obra
Dés afirma que, como en toda la obra de Roberto Bolaño, en Putas asesinas «abundan los "letra-heridos", la obsesión con la lectura, la literatura presentada como forma de vida y detonante de historias».
Para la académica Celina Manzoni, los cuentos «Carnet de baile» y «Encuentro con Enrique Lihn» son ejemplos de la lucha del autor en contra del canon literario. En el primero, Bolaño establece asociaciones que para Manzoni son un homenaje al «Primer manifiesto surrealista» de Breton, donde éste menciona a una veintena de escritores de alguna manera para él emparentados con el surrealismo. En este cuento, agrega la estudiosa, existe una tensión por la idea de que la salvación se puede obtener a través del parricidio de Neruda por parte de sus hijos-lectores, proponiéndose además que «el escaso sentido del humor, la mezquindad y sobre todo la previsibilidad, han contribuido a empequeñecer la imagen de Neruda».